# Mbeere (folk)
Mbeere eller Ambeere är ett bantufolk i Kenya. De lever i ett område beläget öster om Mount Kenya och sydväst om floden Tana. Enligt uppgifter från 1973 utgjordes folkgruppen av 50 000 personer, de var därför betydligt mindre välkända än sina närstående grannfolk Kikuyu, Embu, Meru och Kamba. Enligt folkräkningen 2019 hade dock folkgruppen ökat till 195 250 personer.